# Elgana
elgana（エルガナ）は、NTT西日本が提供するビジネスチャットサービス。
スマートフォンなどのモバイル端末（iOS / Android）や、WebアプリでのPC利用が可能であり、シンプルなUIが特徴。またサーバ等も国内データセンターで提供するなど、純国産のセキュリティ、プライバシー保護の安心感を強みとしている。 
NTTグループブランド「Remote World」のプロダクトの1つである。

## 機能
トーク
　1対1、グループトークができる機能。管理者の設定でファイル添付・閲覧が可能。
タスク
　「お知らせ」「アンケート」「レポート」「ToDo」の4つのテンプレートが利用できる機能。オリジナルテンプレートの作成も可能。
連絡先
　管理者により登録されたメンバーの一覧が閲覧できる機能。よく連絡するメンバーをマイコンタクトに追加することができる。
通話
　1対1およびグループでの音声通話ができる機能。
その他機能
- 複数スペース利用　　　　…　1契約ごとに用意される（ワーク）スペースをモバイルアプリだと最大5つまで登録・切り替え可能。
- スタンプ送付　　　　　　…　全ユーザー共通のスタンプ（複数種類）が用意されており、トークルームに投稿できる。
- ファイル一覧　　　　　　…　トークルームに投稿したファイル添付の一覧をタイムスタンプ順に並べて表示できる。
- 検索　　　　　　　　　　…　トークルーム内のメッセージ検索 および ファイルの検索ができる。
- 返信　　　　　　　　　　…　特定メッセージへの返信、および、返信されたメッセージを一覧で表示できる。
- アンケート　　　　　　　…　グループトークでメンバーに対してアンケートが実施できる。
- カラータグ　　　　　　　…　トークルームにカラータグ（6色・種類）を付与できる。フィルタ機能。
- クリップ　　　　　　　　…　トークルームの特定メッセージをクリップし、トークルームに共有することができる。
- ピン設定（ピン止め）　　…　トークルームをピン止めし、トーク一覧で上位に常に表示させることができる。
- プロフィール機能　　　　…　ユーザーはプロフィール画像のみ変更可能。項目は管理者のみ編集可能。
- パスワード変更　　　　　…　スペースのログインパスワードを変更できる。
- パスコード　オン／オフ　…　スペースにログインするときにパスコード入力を求める設定のオン・オフ可能。
- 通知　オン／オフ　　　　…　スペース単位、トークルーム単位でオン／オフ可能。午前7時まで通知オフ、という機能がある。
- 通知音設定　　　　　　　…　通知音（着信音）を複数種類の中から選択・変更できる。
- 位置情報送付　　　　　　…　位置情報をトークルームに送付・投稿できる。
- ビジネスdアカウント　　 …　docomoが提供するビジネスdアカウントでelganaにログインできる。

アプリ連携
- ビデオ会議アプリ「Webex」連携  …　管理者が連携を許可し、各ユーザーで設定すれば連携可能。
- ビデオ会議アプリ「NeWork」連携 …　管理者が連携を許可し、各ユーザーで設定すれば連携可能。
- RPA「WinActor NaRuKami」連携  …　elganaとWinActorをつなぎ様々な制御を対話的に実行可能。[4]

## 特徴
- アプリケーション開発から運用までをNTT西日本による日本国内で実現している純国産サービスであることが最大の特徴。
- トーク機能や通話機能と基本的なコミュニケーション機能のみで非常にシンプル。ITが苦手な方でも気軽に利用できるUIである。
- ビデオ会議はWebexなど他のサービス・アプリと連携。今後、様々なサービス・アプリとの連携を計画している。[5]